# 星置の滝
星置の滝（ほしおきのたき）は、北海道札幌市手稲区金山にある星置川にかかる滝。落差は約12m。途中で向きを変え2段になって流れ落ちる。
「星置」とは、アイヌ語で「滝の下」を意味する「ソー・ポク」が転訛したものという説があるが、はっきりしていない。
星置川が形成した扇状地の扇頂付近に所在する。星置扇状地は縄文海進のころすでに形成されていたが、その後の海面低下に伴って星置川が扇状地を20mほど下刻するようになり、この滝が出現した。

## 交通
札幌駅よりジェイ・アール北海道バス札樽線にて「星置の滝」下車。住宅地にある階段を下りる。バス停からは徒歩で5分程度。